# Euilly-et-Lombut
Euilly-et-Lombut är en kommun i departementet Ardennes i regionen Grand Est (tidigare regionen Champagne-Ardenne) i nordöstra Frankrike. Kommunen ligger  i kantonen Mouzon som ligger i arrondissementet Sedan. År 2022 hade Euilly-et-Lombut 109 invånare.

## Befolkningsutveckling
Antalet invånare i kommunen Euilly-et-Lombut
Referens: INSEE